# Astonia
Astonia, monotipski rod vodenog bilja iz porodice žabočunovki čiji je jedini predstavnik helofit Astonia australiensis, koja raste u australijskoj državu Queensland. Nekada je uključivana u rod Limnophyton.
Helofit.

## Sinonim
- Limnophyton australiense Aston